# Mani pulite
Mani pulite (italienisch für „Saubere Hände“, sinngemäß „Weiße Weste“) war der Name umfangreicher juristischer Untersuchungen gegen Korruption, Amtsmissbrauch und illegale Parteifinanzierung auf politischer Ebene in Italien Anfang und Mitte der 1990er Jahre. Die Ermittlungen führten zum Ende der sogenannten Ersten Republik, mit dem der Zusammenbruch der damals wichtigsten politischen Parteien, wie der Democrazia Cristiana und des Partito Socialista Italiano, sowie die Entstehung Dutzender neuer politischer Bewegungen einhergingen. Die kriminellen Verflechtungen, die durch die Untersuchungen aufgedeckt wurden, bezeichnet man als Tangentopoli.

## 1992: Die Entdeckung von Tangentopoli

### Der Fall Mario Chiesa
Am 17. Februar 1992 wurde in Mailand der Chef des Altersheimes Pio Albergo Trivulzio und Exponent des Partito Socialista Italiano (PSI) mit Ambitionen auf das Bürgermeisteramt, Mario Chiesa, verhaftet, nachdem er gerade 7 Millionen Lire an Bestechungsgeld eingesteckt hatte. Diese 7 Millionen waren die Hälfte der vereinbarten Summe, die der Besitzer einer Reinigungsfirma für einen öffentlichen Auftrag an Schmiergeldern zahlen musste, insgesamt 10 % der Auftragssumme. Diese Ermittlung von Staatsanwalt Antonio Di Pietro lief unter dem Namen Mani pulite („saubere Hände“, im Sinne von „Weiße Weste“), später wurde der gesamte Ermittlungskomplex, bei dem mehrere Staatsanwälte und Richter beteiligt waren, so genannt.
Bettino Craxi, der damalige Vorsitzende des PSI, leugnete sofort, dass es ein Netz von Korruption auf nationaler Ebene gebe, und bezeichnete Chiesa als „Gauner“ (italienisch mariuolo) und „radikale Splittergruppe“ des ansonsten integeren PSI.

### Die Ausweitung der Untersuchungen gegen Korruption
Bei den Wahlen 1992 am 5. April verlor die Democrazia Cristiana (DC) viele Stimmen, konnte jedoch noch eine leichte Mehrheit behaupten, gestärkt ging aus der Wahl vor allem die separatistische Lega Nord hervor, die an keiner parlamentarischen Kooperation interessiert war. Die folgende Legislaturperiode war folglich von großer Instabilität geprägt; die nächsten Wahlen folgten nur 2 Jahre später.
Im April 1992 wurden viele Industrielle und Politiker fast aller Parteien wegen Verdachts auf Korruption verhaftet. Die zunächst auf Mailand beschränkten Untersuchungen weiteten sich bald auf andere Städte aus. Ein Politiker des PSI beichtete zwei Carabinieri, die zu ihm nach Hause gekommen waren, sofort all seine kriminellen Verstrickungen, obwohl diese nur erschienen waren, um ihn zur Zahlung einer Geldstrafe aufzufordern.
Die große Anzahl an Verhaftungen war hauptsächlich darauf zurückzuführen, dass viele Parteiexponenten weniger bedeutenden Parteimitgliedern, die verhaftet wurden, einfach ihre Unterstützung entzogen, und diese dann erzürnt ausplauderten und weitere Politiker beschuldigten.
Am 2. September 1992 beging der sozialistische Politiker Sergio Moroni, der wegen Korruption angeklagt wurde, Suizid. In einem Abschiedsbrief bekannte er sich schuldig, erklärte jedoch, nicht zu seinem eigenen Vorteil, sondern zu dem seiner Partei gehandelt zu haben, und machte deutlich, dass die Finanzierung aller Parteien auf einem illegalen System beruhe.
Bei den Lokalwahlen im Dezember verlor die Democrazia Cristiana die Hälfte ihrer Stimmen.

## 1993: Versuche des Widerstands

### Der Zusammenbruch der alten Parteienlandschaft
Nachdem Craxi mehrere Ermittlungsbescheide erhalten hatte, trat er im Februar als Sekretär des PSI zurück.
Inzwischen wurde praktisch gegen die gesamte politische Klasse Italiens vorgegangen. Besonders die größte Partei des Landes, die Democrazia Cristiana, rückte nun ins Rampenlicht, zahlreiche Exponenten wurden mit Prozessen überzogen, auch so prominente Mitglieder wie der Schatzmeister Severino Citaristi, Parlamentarier, Bürgermeister und sogar Mitglieder der Regierung Amato. Da jeder Minister und Staatssekretär, gegen den Anklage erhoben wurde, sofort entlassen wurde, gab es eine große Menge an personellen Umbesetzungen. Schließlich sah sich die Mailänder Staatsanwaltschaft veranlasst, eine Pressemitteilung herauszugeben, die der Öffentlichkeit mitteilte, dass gegen die Inhaber der fünf höchsten Ämter im Staate (Staatspräsident, Präsidenten der beiden Kammern, Ministerpräsident und Präsident des Verfassungsgerichtshofs) nicht vorgegangen werde.
Bei den Kommunalwahlen am 6. Juni 1993 verlor die Democrazia Cristiana erneut die Hälfte der Stimmen, die PSI verschwand praktisch von der Bildfläche, die Lega Nord, die mit dem Slogan Roma ladrona (Rom, die Diebin) einen Wahlkampf gegen das korrupte politische System gefahren und sich selbst als neue Alternative dargestellt hatte, wurde zur stärksten Partei in Norditalien; in Mailand stellte sie mit Marco Formentini nun sogar den Bürgermeister. Die linke Opposition verzeichnete ebenfalls Stimmenzuwächse, blieb jedoch zu zersplittert.

### Die Reaktion des Parlaments
Am 5. März 1993 versuchten die Regierung Amato und insbesondere der Justizminister Luigi Conso das Problem politisch zu lösen, nämlich mit einem neuen Gesetz zur Parteifinanzierung. Das daraufhin erlassene decreto Conso wurde von Kritikern als colpo di spugna („Schlussstrich“) bezeichnet. Als Juristen bemängelten, dass dieses Dekret gleichzeitig auch eine Art Amnestie für die meisten der Angeklagten beinhaltete, erhob sich ein landesweiter Protest, und zum ersten Mal in der Geschichte der Republik verweigerte der Staatspräsident Oscar Luigi Scalfaro seine nötige Zustimmung, indem er das Dekret als nicht verfassungsgemäß bezeichnete.
Der Justizminister trat daraufhin zurück, bald gefolgt von der gesamten Regierung Amato, nachdem am 25. März 1993 eine Volksabstimmung das Mehrheitswahlrecht eingeführt hatte. Carlo Azeglio Ciampi, früherer Nationalbankspräsident, wurde zum Ministerpräsidenten ernannt und installierte eine technokratisch geprägte Übergangsregierung bis zu den nächsten Wahlen.
In der Zwischenzeit blockierte das Parlament weitergehende Ermittlungen gegen Craxi: Im April verweigerte die Abgeordnetenkammer die Erlaubnis zur Weiterführung der Untersuchungen gegen Korruption und Amtsmissbrauch, lediglich ein Vorgehen gegen illegale Parteifinanzierung wurde bewilligt. Daraufhin traten gleich mehrere Minister, obwohl nicht einmal drei Tage im Amt, aus Protest zurück, unter ihnen Umweltminister Francesco Rutelli, Bildungsminister Luigi Berlinguer und Finanzminister Vincenzo Visco.

### Weitere Ermittlungen und der Fall Cusani
Mitte März 1993 wurde ein Finanzskandal um die Ente Nazionale Idrocarburi (ENI) publik. Am 20. Juli 1993 beging der ehemalige Vorsitzende der ENI, Gabriele Cagliari, im Gefängnis Suizid, anschließend erstattete seine Ehefrau 6 Milliarden Lire illegaler Geldmittel zurück.
Währenddessen begann der Prozess gegen Sergio Cusani. Dabei ging es um illegale Machenschaften in einem Joint Venture der ENI und von Montedison namens Enimont. Dieser Prozess, in dem viele erstrangige Politiker vor Gericht aussagen mussten, wurde von der staatlichen Fernsehanstalt Rai übertragen und erreichte hohe Einschaltquoten.
„Höhepunkt“ dieses Prozesses war die Aussage des ehemaligen Ministerpräsidenten Arnaldo Forlani, der auf eine Frage einfach Non ricordo („Ich erinnere mich nicht“) erwiderte. Der offensichtlich nervöse Politiker mit Speichel um die Lippen wurde zum Symbolbild für die von Korruption zerfressene politische Landschaft Italiens. Bettino Craxi dagegen gab öffentlich zu, dass seine Partei umgerechnet 93 Millionen Dollar an Schmiergeldern erhalten habe. Seine einzige Verteidigung waren die Worte lo facevano tutti („das haben alle gemacht“).
Selbst die Lega Nord, die sich als Alternative zum herkömmlichen Politikbetrieb dargestellt hatte, war in den Skandal verwickelt. Umberto Bossi und der ehemalige Schatzmeister der Partei, Alessandro Patelli, wurden wegen der illegalen Annahme von 200 Millionen Lire verurteilt.
Auch der Partito Comunista Italiano blieb nicht ganz verschont, allerdings wurden lediglich einige Mailänder Parteimitglieder verurteilt. Kritiker werteten dies als Sympathie Di Pietros für die kommunistische Partei.

### Angriffe und Drohungen gegen Di Pietro
Im März 1993, als der leitende Staatsanwalt Di Pietro im Fall Craxi ein Rechtshilfeersuchen an Hongkong aussandte, erhielt er eine Nachricht der Falange armate, die damit drohte, seinen Sohn umzubringen.
Im Juni wurde mit Aldo Brancher ein Manager des Konzerns Fininvest festgenommen. Daraufhin erließ der Besitzer von Fininvest, Silvio Berlusconi, eine Weisung an die ihm gehörende Zeitung Il Giornale, die ermittelnden Staatsanwälte zu attackieren, doch der damalige Chefredakteur Indro Montanelli verweigerte sich diesem Wunsch. Am 17. Juli 1993 veröffentlichte die Wochenzeitschrift der christlichen Bewegung Comunione e Liberazione Il Sabato ein Dossier über vermutete Verfehlungen von Di Pietro.

## 1994: Der Aufstieg Berlusconis

### Fiamme Sporche
Inzwischen überschritt der Skandal die Grenzen der Politik: Nachdem bereits am 2. September 1993 der Mailänder Richter Diego Curtò verhaftet worden war, wurden am 21. April 1994 80 Männer der Guardia di Finanza (nach ihrem Spitznamen Fiamme Gialle „Gelbe Flammen“ wurde der Begriff Fiamme Sporche „Schmutzige Flammen“ geprägt) und 300 Wirtschaftsleute der Korruption angeklagt. Einige Tage später gab auch Fiat in einem Brief an eine Zeitung zu, in Korruptionsfälle verwickelt zu sein.

### Die Regierung Berlusconi
1994 beschloss der Unternehmer Silvio Berlusconi, selbst politisch tätig zu werden, und gewann mit seiner neugegründeten Partei Forza Italia prompt die Wahlen am 27./28. März. Am 13. Juli 1994 erließ die Regierung Berlusconi ein Dekret, das bei Verdacht auf Korruption Hausarrest anstelle von Untersuchungshaft begünstigte. Kritiker des Ministerpräsidenten vermuten hinter dem zeitlichen Zusammenfallen des Dekretes und des WM-Halbfinalspiels Italien-Bulgarien Absicht. Die Entlassung aus dem Gefängnis erregte sofort wieder landesweite Proteste, besonders im Fall des ehemaligen Gesundheitsministers Francesco De Lorenzo, der Gelder aus seinem Haushalt veruntreut hatte.
Nachdem auch viele der leitenden Staatsanwälte gegen das Dekret protestiert hatten, sah sich die Regierung gezwungen, dieses schnell wieder rückgängig zu machen. Sie sprach nun von einem Missverständnis und der Innenminister Roberto Maroni behauptete sogar, den Text gar nicht gelesen zu haben. Es tauchten unbelegte Vermutungen auf, der Autor des Dekrets sei gar nicht Justizminister Alfredo Biondi gewesen, sondern der Anwalt Berlusconis und damalige Verteidigungsminister Cesare Previti. Am 28. Juli 1994 wurde Paolo Berlusconi, der Bruder des Premiers, verhaftet und kurze Zeit später wieder freigelassen.

### Konflikt zwischen Di Pietro und Berlusconi
In der Folgezeit entwickelte sich ein „Kleinkrieg“ zwischen dem leitenden Staatsanwalt Di Pietro und Silvio Berlusconi. Auf der einen Seite gab es Untersuchungen gegen Berlusconis Firmen, auf der anderen Seite schickte die Regierung Inspektoren, die nach Unregelmäßigkeiten in der Arbeit der Justiz suchen sollten, was von den Medien unterstützt wurde. Am 6. Dezember 1994 erklärte Di Pietro schließlich seinen Rücktritt, nur zwei Wochen später musste auch die Regierung zurücktreten, da sie bei einer Vertrauensabstimmung im Parlament keine Mehrheit mehr erlangt hätte, denn die Lega Nord hatte die Koalition verlassen.

## 1995: Die Justiz im Blickpunkt
1995 gelangten die Ermittler gegen Tangentopoli selbst in den Blickpunkt der Justiz. Zahlreiche Anklagen wurden vor allem gegen Di Pietro erhoben. Bald jedoch stellte sich heraus, dass der leitende Ermittler, der Brescianer Staatsanwalt Fabio Salamone, der Bruder eines von Di Pietro wegen Korruption verhafteten Mannes war, der anschließend zu 18 Monaten Haft verurteilt worden war. Salamone wurde seiner Aufgabe entbunden, und zwei Carabinieri wurden wegen Verleumdung verhaftet.
Di Pietro entschloss sich nun, selbst Politiker zu werden, obwohl er zuvor noch erklärt hatte, nicht von seiner Popularität profitieren zu wollen. Die von ihm gegründete Partei heißt Italia dei Valori.

## Nach Tangentopoli
Ab 1994 wurden viele Gerichtsverfahren wegen Verjährung eingestellt. Einige Kommentatoren jener Zeit glaubten, in beiden politischen Lagern, sowohl im Polo delle Libertà als auch im Ulivo, eine breite Koalition gegen weitere Ermittlungen zu erkennen, die sich in einer mangelhaften finanziellen Unterstützung der Justiz und schlechten Reformen, die die ohnehin schon zeitaufwändigen Prozesse noch weiter verlangsamten, bemerkbar machte.
Schon 1994 war Craxi untergetaucht, nun verbrachte er seine Zeit in Hammamet (Tunesien), wo er im Jahr 2000 verstarb. In Abwesenheit wurde er zu insgesamt 28 Jahren Haftstrafe verurteilt. 1998 verhinderte eine Intervention des Parlaments die Inhaftierung von Cesare Previti, dem Anwalt Berlusconis und Ex-Manager von Fininvest, obwohl Berlusconi und sein Bündnis inzwischen in der Opposition waren.

## Statistiken
Im Folgenden einige Zahlen der Mailänder Staatsanwaltschaft zu den Untersuchungen Mani pulite. Die Daten umfassen den Zeitraum 17. Februar 1992 bis 6. März 2002.
| Mani pulite Mailand                                                               | Mani pulite Mailand |
| Untersuchungen                                                                    | Untersuchungen      |
| --------------------------------------------------------------------------------- | ------------------- |
| Ermittlungen gegen Personen:                                                      | über 5000           |
| Nähere Untersuchungen:                                                            | 4520                |
| von den näher untersuchten Personen an andere Staatsanwaltschaften weitergegeben: | 1320                |
| von den näher untersuchten Personen den Mailänder Gerichten übergeben:            | 3200                |
| Überarbeitung der offiziellen Daten der Mailänder Staatsanwaltschaft              |                     |

| Mani pulite Mailand                                                  | Mani pulite Mailand |
| Ergebnisse                                                           | Ergebnisse          |
| -------------------------------------------------------------------- | ------------------- |
| Verurteilungen:                                                      | 1254 (55,29 %)      |
| Freisprüche:                                                         | 910 (40,12 %)       |
| Andere Ergebnisse:                                                   | 104 (4,59 %)        |
| Abgeschlossene Prozesse:                                             | 2268 (100 %)        |
| Laufende Prozesse:                                                   | 467                 |
| An andere Gerichte weitergegebene Prozesse:                          | 465                 |
| Insgesamt:                                                           | 3200                |
| Überarbeitung der offiziellen Daten der Mailänder Staatsanwaltschaft |                     |

## Kritik anMani pulite
Die leitenden Staatsanwälte sahen sich wegen ihrer Arbeit und Arbeitsweise oft Kritik aus politischen Lagern ausgesetzt. Dabei besonders hervorgetan hat sich Silvio Berlusconi am 30. September 2002:

“I magistrati milanesi abusavano della carcerazione preventiva per estorcere confessioni agli indagati.”

„Die Mailänder Staatsanwälte missbrauchten die Untersuchungshaft, um aus den Verdächtigen Geständnisse herauszupressen.“

Für diese Anschuldigungen fanden sich jedoch nie Belege. Andere kritisieren das Vorgehen von Di Pietro und seinen Mitstreitern mit dem Verweis auf den Politiker Cagliari und den Unternehmer Gardini, die sich beide das Leben nahmen, der eine im Gefängnis, der andere kurz vor Erhalten des Ermittlungsbescheids. Cagliari habe mehrmals die Staatsanwälte gebeten, zuerst ein klärendes Gespräch mit ihnen führen zu können. Die Praxis, auch sozial, familiär und beruflich gebundene Verdächtige in Untersuchungshaft zu schicken, gilt vielen Kritikern ebenfalls als Anzeichen für einen Machtmissbrauch.
1994 entsandte die Regierung Berlusconi Inspektoren nach Mailand, die nach eventuellen Verfehlungen suchen sollten. In ihrem Abschlussbericht stellten sie 1995 fest:

“Nessun rilievo può essere mosso ai magistrati milanesi, i quali non paiono aver esorbitato dai limiti imposti dalla legge nell'esercizio dei loro poteri.”

„Es gibt keinen Anlass zur Kritik an den Mailänder Staatsanwälten, die in ihrer Amtsausübung keine von den Gesetzen festgelegten Grenzen überschritten zu haben scheinen.“